# ZOITEC
ZOITEC（ゾイテック）はゾイドに登場する架空の組織。
『ゾイド』シリーズにおいては第二期シリーズ（1999～2006年）において登場。初出は玩具商品『RZ-070 凱龍輝』の説明書内の設定によるもので、同シリーズ作品世界において『ゾイドブロックス』を開発した東方大陸の企業とされている。その後は『ゾイド』の背景ストーリーである『ゾイドバトルストーリー』や、各種玩具商品の設定等に登場した。
ただし、ゾイドブロックスシリーズが開始された2002年ごろにおいては、ブロックスシステムの開発は西方大陸の民間企業によって行われたとする設定も存在した。また、開発元は西方大陸に本拠を置くゾイド研究施設「グローバリー」であり、そのルーツをグローバリー三世号不時着時にゼネバス帝国に取り入った冒険商人の末裔とする設定も言及されていたが、『RZ-070 凱龍輝』の発売後、ブロックスゾイドの開発元は西方大陸から東方大陸のZOITEC社に改められ、これらの組織が登場することは無くなった。

## 作中の設定
ZOITEC Industoryとも記述される。中央大陸戦争時代のグローバリー三世号不時着時に、戦争への関与から逃れた人々が創設した、東方大陸に本拠を持つ巨大企業。元々は民間のゾイド改造メーカーであったが、ブロックスシステムの開発によって惑星Ziにおけるゾイド開発企業のトップへと成長したとされている。東方大陸の復興と平和利用のために人工ゾイドであるブロックスゾイドを製造開発していたが、このゾイドブロックスに軍事上の価値を見出したネオゼネバス帝国が恫喝的に戦闘に特化したキメラブロックスの開発を強要したために反発し、密かにヘリック共和国に無償でブロックスゾイドを供給を開始。セイスモサウルスの登場で共和国軍が中央大陸から追放されてしまうと、東方大陸の地で同国軍の再編と新型ゾイドの開発を全額無償で行った。その対価として共和国軍の持つ大型ゾイドの開発ノウハウをすべて取得することにも成功している。
第二次大陸間戦争から100年後、「3匹の虎伝説」にも登場するこの企業は、伝説の核を使い、ワイツタイガーやレイズタイガーを完成させている。
ゲーム作品にも登場しており、『ゾイドVS.III』ではバールという人物が社長に就任、ストーリーモードでは令嬢のアルマと行動を共にする。

## Zi-ARMS
Zi-ARMS（ズィーアームズ）は、ZOITECと双璧をなす巨大企業。元々は共和国派であったZOITEC社内から一部のネオゼネバス帝国派が分離して生まれた企業である。
古代虎の制御システムを手に入れるべくZOITECの社長を誘拐する事件を起こしたり、ゲーム『ゾイドVS.III』では闇バトルを裏で操るなど、企業としては過激な活動も辞さない。なお、PS2版『ゾイドインフィニティ』では、以前『ZOIDS SAGA FUZORS』に登場したクラウンが社長を務めている。
主な開発機はデスレイザーとパラブレード、ブラストルタイガーの3機。さらにデスザウラーの強化型であるメガデスザウラーを建造しており、古代虎編でのZOITECとの武力抗争はこのメガデスザウラーのさらなる強化を最終目的としたものである。